# Загальне кладовище Гуаякіля
Загальне кладовище Гуаякіля (ісп. Cementerio General de Guayaquil) — найстаріше кладовище у місті Гуаякіль. Розташоване у центрі міста, на авеню Педро Менендес Гілберт і Калле Моран де Буйтрон, біля підніжжя Серро дель Кармен. Кладовище засноване 27 квітня 1823 року Франциско Ксав'єром де Гарайкоа і залишається чинним до сьогодні. У ньому знаходяться останки 18 президентів, героїв незалежності, політичних діячів і відомих діячів з історії Гуаякіля та Еквадору.
Має площу приблизно 169 089 квадратних метрів, 16 вхідних воріт, 130 348 склепів, 144 808 ніш для останків, 8 441 нішу для згоряння та 1 047 мавзолеїв.
18 жовтня 2003 року його було визнано одним із найкращих цвинтарів у Південній Америці та було визнано національною культурною спадщиною Міністерством освіти та культури завдяки багатству вбрання могил та мавзолеїв, виконаних у стилях ренесансу, неокласицизму, готики та бароко.

## На кладовищі поховані
- Хайме Рольдос Агілера (1940—1981) — президент Еквадору
- Елой Альфаро (1842—1912) — президент Еквадору
- Карлос Альберто Арройо дель Ріо (1893—1969) — президент Еквадору
- Альфредо Бакерісо (1859—1951) — президент Еквадору
- Хуан де Діос Мартінес (1875—1955) — президент Еквадору
- Еміліо Естрада (1855—1911) — президент Еквадору
- Франсіско Кампос Коельйо (1841—1916) — письменник
- Дієго Нобоа (1789—1870) — президент Еквадору
- Вісенте Рамон Рока (1792—1858) — президент Еквадору
- Вісенте Рокафуерте (1783—1847) — президент Еквадору
- Франсіско Роблес (1810—1893) — президент Еквадору
- Хосе Луїс Тамайо (1858—1947) — президент Еквадору
- Хосе Марія Урвіна (1808—1891) — президент Еквадору